# Tazhuang, Hunan
Tazhuang (kinesiska: 踏庄, 踏庄乡) är en socken i Kina. Den ligger i provinsen Hunan, i den södra delen av landet, omkring 120 kilometer söder om provinshuvudstaden Changsha. Antalet invånare är 13959. Befolkningen består av 6 706 kvinnor och 7 253 män. Barn under 15 år utgör 20,0 %, vuxna 15-64 år 69 %, och äldre över 65 år 9,0 %.
Genomsnittlig årsnederbörd är 1 859 millimeter. Den regnigaste månaden är maj, med i genomsnitt 295 mm nederbörd, och den torraste är oktober, med 29 mm nederbörd.